# Mandela – Der lange Weg zur Freiheit
Mandela – Der lange Weg zur Freiheit (Originaltitel: Mandela: Long Walk to Freedom) ist eine Filmbiographie des Regisseurs Justin Chadwick nach einem Drehbuch von William Nicholson. Die Hauptrolle spielt der britische Schauspieler Idris Elba. Der Film basiert auf der im Jahre 1994 erschienenen Autobiografie Long Walk to Freedom des Anti-Apartheid-Kämpfers und früheren Präsidenten Südafrikas Nelson Mandela. 
Am 7. September 2013 fand die Weltpremiere auf dem Toronto International Film Festival statt. In den deutschen Kinos startete der Film am 30. Januar 2014. 

## Handlung
Nelson Mandela, ein südafrikanischer Rechtsanwalt, tritt 1940 dem Afrikanischen Nationalkongress bei. Das Gesetz ist für Schwarze nutzlos geworden. Diese leiden unter dem Apartheid System und unter der damit verbundenen Tyrannei. Schon während seines Jurastudiums zeigte Mandela großes Interesse an der Politik. Bei einer Kundgebung in Sharpeville werden 1960 zahlreiche unbewaffnete Demonstranten von weißen Ordnungskräften getötet (siehe Massaker von Sharpeville). Als Mandela davon erfährt, setzt er sich an die Spitze der bewaffneten Abteilung des Nationalkongresses und versucht mit der Verbrennung ihrer Personalausweise das Regime mit nicht kämpferischer Handlung zu bezwingen. Das herrschende Regime fahndet daraufhin gezielt nach ihm. Im Juli 1964 wird er schließlich festgenommen und zu lebenslanger Haft verurteilt auf Robben Island. Aber auch im Gefängnis hindert ihn nichts daran, seinen Kampf gegen die Apartheid weiterzuführen. Seine Frau Winnie unterstützt ihn dabei. Sie sieht ihren Mann dann jedoch mehrere Jahre nicht mehr. Mandela erfährt im Gefängnis vom Tod seines erstgeborenen Sohnes Thembekile und von der Inhaftierung seiner Frau Winnie. Seine erstgeborene Tochter, mit Winnie, Zenanini setzt sich für ihren Vater vermehrt politisch ein. Nelson und Winnie führen zunächst ihren Kampf weiter, nachdem Mandela nach mehr als 25 Jahren Haft in die Freiheit entlassen worden ist. Doch schließlich folgt die Trennung, da Winnie sich mehr der Gewalt gegen das Regime zuwendet. Mithilfe von Frederik Willem de Klerk gelingt es, die Unruhen auf den Straßen zu entkräften, und Mandela wird als erster schwarzer Präsident von Südafrika gefeiert.
Im Abspann erscheinen Bilder aus Mandelas Leben.

## Kritiken
Der Film wurde gemischt aufgenommen. Zwar wurde die schauspielerische Leistung Elbas gelobt, jedoch wurde die Handlung selbst kritisiert. Auf Rotten Tomatoes liegt der Anteil der positiven Bewertungen für den Film bei 62 %. Die durchschnittliche Wertung der Kritiker liegt bei 6,2 von 10 Punkten.

„Aufgrund des großartigen Hauptdarstellers ist das konventionelle Biopic über Nelson Mandela unterhaltsam und berührend.“

„Regisseur Justin Chadwick übernimmt sich grandios. […] Es ist ein Möchtegern-Epos in der Ästhetik eines Coffee-Table-Books.“

„Hauptdarsteller Idris Elba gelingt es in 'Mandela …', die Jahrhundertgestalt Nelson Mandela als Mensch mit Stärken und Schwächen darzustellen - ohne dessen historische Größe zu schmälern. Einen differenzierten Blick wirft das Drama auch auf seine von Naomie Harris gespielte Frau Winnie, die ihr Leben dem Kampf ihres Mannes widmete.“

## Auszeichnungen
Für den Song Ordinary Love wurden Bono, Adam Clayton, The Edge, Larry Mullen Jr. und Brian Burton mit dem Golden Globe Award ausgezeichnet. Zudem war das Lied auf der Oscarverleihung 2014 in der Kategorie „Bester Song“ für einen Oscar nominiert.